# NGC 176
NGC 176 је расејано звездано јато у сазвежђу Тукан које се налази на NGC листи објеката дубоког неба.
Деклинација објекта је - 73° 9' 58" а ректасцензија 0h 35m 58,8s. Привидна величина (магнитуда) објекта NGC 176 износи 12,7. NGC 176 је још познат и под ознакама ESO 29-SC2.